# Simulium trirugosum
Simulium trirugosum es una especie de insecto del género Simulium, familia Simuliidae, orden Diptera.

## Distribución
Se distribuye por Sri Lanka.

## Taxonomía
Fue descrita científicamente por Davies & Gyorkos, 1988.